# Donja Krćina
Donja Krćina (cyr. Доња Крћина) – wieś w Bośni i Hercegowinie, w Republice Serbskiej, w gminie Ugljevik. W 2013 roku liczyła 136 mieszkańców.